# Ataque à mesquita Al Rawdah em 2017
O ataque à mesquita Al Rawdah em 2017 foi um atentado terrorista perpetrado em 24 de novembro de 2017 na localidade de Bir al-Abed, perto de al-Arish, Sinai do Norte, no Egito, a uma mesquita no dia de Jumu'ah. O ataque, à bomba e com armas de fogo, terá feito pelo menos 235 mortes e 109 feridos.
Inicialmente o número de vítimas mortais foi estimado em 155, mais tarde o número foi atualizado para 200 mortos e 130 feridos e a CNN avançou com pelo menos 235 mortos e 109 feridos. No dia seguinte ao massacre contaram-se 305 mortes.
O presidente do Egito Abdel Fattah Al-Sissi decretou três dias de luto nacional.